# Lewisburg (Nyugat-Virginia)
Lewisburg település az Amerikai Egyesült Államok Nyugat-Virginia államában, Greenbrier megyében, melynek megyeszékhelye is. Lakosainak száma 3922 fő (2020. április 1.).

## Népesség
A település népességének változása:

| 2010 | 3 830 |
| 2020 | 3 922 |